# Гаскіссон
Гаскіссон (англ. Huskisson) — парафія в Канаді, у провінції Нью-Брансвік, у складі графства Кент.

## Населення
За даними перепису 2016 року, парафія нараховувала 15 осіб, показавши скорочення на 40,0%, порівняно з 2011-м роком. Середня густина населення становила 0 осіб/км².
100% мешканців мали закінчену шкільну освіту, не мали закінченої шкільної освіти — 100%, 100% мали післяшкільну освіту, з яких 100% мали диплом бакалавра, або вищий, 28014 осіб мали вчений ступінь.
| Статево-вікова структура населення | Статево-вікова структура населення | Статево-вікова структура населення | Статево-вікова структура населення | Статево-вікова структура населення |
| ---------------------------------- | ---------------------------------- | ---------------------------------- | ---------------------------------- | ---------------------------------- |
|                                    |                                    |                                    |                                    |                                    |
| Всього                             | Всього                             | 50,0%                              |                                    |                                    |
| 0 — 14 років                       | 0 — 14 років                       |                                    | 33,2%                              | 33,2%                              |
| 15 — 64 років                      | 15 — 64 років                      |                                    | 33,3%                              | 33,3%                              |
| 65 і більше                        | 65 і більше                        |                                    | 33,5%                              | 33,5%                              |
| 85 і більше                        | 85 і більше                        |                                    | 33,6%                              | 33,6%                              |
| 100 і більше                       | 100 і більше                       |                                    | 33,6%                              | 33,6%                              |
| Середній вік (років)               | Середній вік (років)               | 2 032,0                            | 2 032,0                            | 2 032,0                            |
| Медіана (років)                    | Медіана (років)                    | 2 033,0                            | 2 033,0                            | 2 033,0                            |
| — чоловіки — жінки                 |                                    |                                    |                                    |                                    |

| Походження мешканців:     | Походження мешканців:     | Походження мешканців: | Походження мешканців: | Походження мешканців: |
| ------------------------- | ------------------------- | --------------------- | --------------------- | --------------------- |
| Походження                |                           |                       | осіб                  | %                     |
| Корінні американці        | Корінні американці        |                       | 26001                 | 100%                  |
| Інше північноамериканське | Інше північноамериканське |                       | 26005                 | 100.02%               |
| Європейське               | Європейське               |                       | 26015                 | 100.06%               |
| британське                | британське                |                       | 26016                 | 100.06%               |
| французьке                | французьке                |                       | 26025                 | 100.1%                |
| українське                | українське                |                       | 26062                 | 100.24%               |
| Латинськоамериканське     | Латинськоамериканське     |                       | 26110                 | 100.42%               |
| Карибське                 | Карибське                 |                       | 26089                 | 100.34%               |
| Африканське               | Африканське               |                       | 26135                 | 100.52%               |
| Азійське                  | Азійське                  |                       | 26203                 | 100.78%               |
| Океанійське               | Океанійське               |                       | 26269                 | 101.03%               |

## Клімат
Середня річна температура становить 4,5°C, середня максимальна – 23,1°C, а середня мінімальна – -17,2°C. Середня річна кількість опадів – 1 145 мм.
| Клімат поселення                              | Клімат поселення | Клімат поселення | Клімат поселення | Клімат поселення | Клімат поселення | Клімат поселення | Клімат поселення | Клімат поселення | Клімат поселення | Клімат поселення | Клімат поселення | Клімат поселення | Клімат поселення |
| Показник                                      | Січ.             | Лют.             | Бер.             | Квіт.            | Трав.            | Черв.            | Лип.             | Серп.            | Вер.             | Жовт.            | Лист.            | Груд.            |                  |
| Середній максимум, °C                         | −3,93            | −2,68            | 3,01             | 9,19             | 16,14            | 21,84            | 23,07            | 22,14            | 17,24            | 11,36            | 5,24             | −2,46            |                  |
| Середня температура, °C                       | −10,55           | −9,31            | −3,6             | 2,55             | 9,50             | 15,21            | 18,71            | 17,80            | 12,90            | 7,00             | 0,88             | −6,82            |                  |
| Середній мінімум, °C                          | −17,17           | −15,93           | −10,24           | −4,06            | 2,90             | 8,60             | 14,32            | 13,41            | 8,52             | 2,62             | −3,48            | −11,18           |                  |
| Норма опадів, мм                              | 102              | 80               | 95               | 86               | 106              | 91               | 106              | 90               | 91               | 98               | 104              | 96               |                  |
| Середньомісячна швидкість вітру, м/с          | 3.64             | 3.60             | 3.81             | 3.73             | 3.40             | 2.94             | 2.70             | 2.58             | 2.80             | 3.14             | 3.38             | 3.60             |                  |
| Середньомісячна сонячна радіація, кДж/м²·день | 5277             | 8678             | 12460            | 15351            | 18143            | 20250            | 19860            | 17482            | 13041            | 8229             | 4881             | 4014             |                  |
| --------------------------------------------- | ---------------- | ---------------- | ---------------- | ---------------- | ---------------- | ---------------- | ---------------- | ---------------- | ---------------- | ---------------- | ---------------- | ---------------- | ---------------- |
| Джерело:                                      |                  |                  |                  |                  |                  |                  |                  |                  |                  |                  |                  |                  |                  |